# Обряд (альбом)
«Обряд» — единственный студийный альбом группы «Ревякин и Соратники», временной модификацией группы «Калинов Мост». Записан в 1997 году, издан в 1998 году.

## История создания
«Ревякин и Соратники» стали вторым «экспериментальным» составом, появившимся после временного распада «Калинова Моста» в середине 1990-х годов. В отличие от предыдущего проекта «Белый огонь», новый коллектив был ориентирован на исполнение совершенно новой программы. Ритм-секцию «Соратников» составили басист Владимир Коновалов и барабанщик Михаил Соколов — профессиональные музыканты, имевшие опыт сотрудничества со звёздами советской и российской эстрады. Новая группа некоторое время функционировала как трио, но весной 1997 года, к моменту студийной записи, её состав был усилен Василием Смоленцевым — гитаристом «классического» состава КМ.
Запись альбома, получившего название «Обряд», проходила с мая по сентябрь 1997 года. Гостями сессий стали виолончелист Даниил Фейгин и известная певица Татьяна Анциферова, а также алтайский музыкант Алексей «Хо» Панкратьев, игравший на деревянных духовых инструментах. В качестве основного звукооператора выступил Валерий Свистунов, ранее сотрудничавший с группой «Весёлые картинки». Для работы музыканты выбрали московскую студию «На Полянке». Здесь же альбом был сведён той же осенью.

## Издания
Первое издание альбома состоялось в 1998 году. Лейбл Moroz Records выпустил «Обряд» на компакт-дисках и аудиокассетах.
В юбилейное переиздание 2006 года к 20-летию группы от Real Records включён дополнительный диск под названием «Быль». Диск записан летом 1994 года в ГРТУ в Новосибирске.

## Список композиций
Все песни написаны Дмитрием Ревякиным (кроме отмеченных).
| №                   | Название                                               | Длительность |
| ------------------- | ------------------------------------------------------ | ------------ |
| 1.                  | «Ингода»                                               | 3:32         |
| 2.                  | «Горе-витязь»                                          | 4:15         |
| 3.                  | «Крыса-игла»                                           | 4:02         |
| 4.                  | «Пережить зиму»                                        | 2:57         |
| 5.                  | «Броня»                                                | 2:57         |
| 6.                  | «Сам»                                                  | 1:28         |
| 7.                  | «Не нашлось дороги» (слова — Д. Ревякин, Ю. Звягинцев) | 1:53         |
| 8.                  | «Небо ждёт»                                            | 5:09         |
| 9.                  | «Дай ладонь мне» (музыка — Д. Ревякин, М. Соколов)     | 3:17         |
| 10.                 | «Ветер южный»                                          | 3:30         |
| 11.                 | «Без глаз пробирались»                                 | 5:05         |
| 12.                 | «Не плачьте, мама»                                     | 5:33         |
| 13.                 | «Птицы в облаках»                                      | 2:46         |
| 14.                 | «Росой крепить обряды»                                 | 5:39         |
| 15.                 | «Очи в землю»                                          | 2:31         |
| 16.                 | «Виски седели»                                         | 0:18         |
| 17.                 | «Берега»                                               | 2:41         |
| 18.                 | «Быль (Долго ли, коротко...)»                          | 3:49         |
| Общая длительность: | Общая длительность:                                    | 1:01:22      |

| №                   | Название               | Длительность |
| ------------------- | ---------------------- | ------------ |
| 1.                  | «Без глаз пробирались» | 7:26         |
| 2.                  | «Горе-витязь»          | 5:15         |
| 3.                  | «Облако над Кремлём»   | 4:05         |
| 4.                  | «Небо ждёт»            | 6:29         |
| 5.                  | «Умолчали»             | 7:38         |
| 6.                  | «Пропадать молвой»     | 4:58         |
| 7.                  | «Радость неба»         | 2:45         |
| Общая длительность: | Общая длительность:    | 38:36        |

Дополнительная информация о песнях:
- «Ингода» — создавалась 22 февраля 1990 года и в октябре 1993 года в Забайкалье. Посвящена Ю. Звягинцеву.
- «Горе-витязь» — создавалась в октябре 1988 года в Москве, в октябре 1989 года в Чите и 13 июня 1994 года в Новосибирске.
- «Крыса-игла» — написана в декабре 1989 года в Забайкалье.
- «Пережить зиму» — создавалась в феврале 1990 года в Забайкалье и в ноябре 1993 года в Новосибирске.
- «Броня» — создавалась 23 февраля 1990 года в Забайкалье и в ноябре 1996 года в Москве. Имеет подзаголовок «Посвящение БГ».
- «Сам» — написана в октябре 1988 года в Москве. Обозначена как «речитатив»
- «Не нашлось дороги» — создавалась в апреле 1990 года в Забайкалье и осенью 1996 года в Москве.
- «Небо ждёт» — создавалась в январе 1990 года в Забайкалье и в ноябре 1993 года в Новосибирске.
- «Дай ладонь мне» — создавалась в ноябре 1989 года в Забайкалье и в декабре 1996 года в Москве. Обозначена как «музыкальный рассказ».
- «Ветер южный» — написана в июле 1990 года у реки Онон (Забайкалье). Обозначена как «народное пение».
- «Без глаз пробирались» — создавалась в марте 1990 года в Забайкалье и в апреле 1994 года в Новосибирске.
- «Не плачьте, мама» — создавалась летом 1987 года и 26 июня 1996 года у реки Онон.
- «Птицы в облаках» — создавалась в декабре 1989 года в Забайкалье и в ноябре 1996 года в Москве.
- «Росой крепить обряды» — создавалась в ноябре 1984 года в Новосибирске и в декабре 1996 года в Москве.
- «Очи в землю» — написана в апреле 1990 года в Забайкалье.
- «Виски седели» — время и место создания неизвестно.
- «Берега» — написана 13 ноября 1996 года в Москве.
- «Быль (Долго ли, коротко…)» — создавалась 1 марта 1990 года в Забайкалье и в ноябре 1993 года в Новосибирске.

## Участники записи
Список участников записи приводится по изданию 2006 года.
- Дмитрий Ревякин — вокал, акустическая гитара
- Василий Смоленцев — гитара, бэк-вокал
- Владимир Коновалов — бас-гитара
- Даниил Фейгин — виолончель
- Михаил Соколов — барабаны, перкуссия, хомус, бэк-вокал
- Хо — дудки, кена, шоор
- Татьяна Анциферова — бэк-вокал, вокал (10)

«Быль»:
- Дмитрий Ревякин — вокал, акустическая гитара
- Олег Татаренко — бас-гитара
- Герман Шабанов — барабаны

## Отзывы
Песни (для тех, кто не слышал СОРАТНИКОВ на концертах) в основном новы, внятны — с поправкой на умение Ревяки быть внятным в принципе — но грешат заходами во что-то типа концептуализма: миниатюры-речитативы («Сам», «Дай Ладонь Мне», «Птицы В Облаках») как-то автору не даются. Ещё имеется мутноватое (зато интонационно достоверное) посвящение БГ («Броня»), произведение о тяжелой судьбе наркомана («Крыса-Игла») и… ну, в общем Ревякин — он и с СОРАТНИКАМИ Ревякин, никаких особых неожиданностей в альбоме нет; кроме старой вещи «Ветер Южный», восхитительно и гениально стилизованной под «деревенщину» полузабытой эстрадной певицей Татьяной Анциферовой.